# Garden Island (ö i Australien, Western Australia)
Garden Island är en ö i Australien. Den ligger i kommunen Rockingham och delstaten Western Australia, omkring 33 kilometer sydväst om delstatshuvudstaden Perth. Arean är 11,7 kvadratkilometer. Den sträcker sig 10,1 kilometer i nord-sydlig riktning, och 3,8 kilometer i öst-västlig riktning.